# 拟贯众属
拟贯众属（学名：Cyclopeltis），是藤蕨科下的一个属。全世界有5种，分布从所罗门群岛经菲律宾和中南半岛到中国海南岛。中国有1种。

## 下属物种
- 拟贯众 Cyclopeltis crenata